# 24 Heures de Daytona 2014
Navigation
Édition précédente Édition suivante
Les 24 Heures de Daytona 2014 (52nd Annual Rolex 24 at Daytona 2014) constituent la 52e édition de l'épreuve et se déroulent les 25 et 26 janvier 2014.
La course compte pour l'United SportsCar Championship 2014.

## Résultats
Voici le classement officiel au terme de la course :
- Les vainqueurs de chaque catégorie sont signalés par un fond jauni.
- Pour la colonne Pneus, il faut passer le curseur au-dessus du modèle pour connaître le manufacturier de pneumatiques.

| Pos    | Cat  | n°  | Équipe                                   | Pilotes                                                                         | Châssis                                 | Pneus | Tours |
| Pos    | Cat  | n°  | Équipe                                   | Pilotes                                                                         | Moteur                                  | Pneus | Tours |
| ------ | ---- | --- | ---------------------------------------- | ------------------------------------------------------------------------------- | --------------------------------------- | ----- | ----- |
| 1      | P    | 5   | Action Express Racing                    | João Barbosa Christian Fittipaldi Sébastien Bourdais                            | Chevrolet Corvette DP                   | C     | 695   |
| 1      | P    | 5   | Action Express Racing                    | João Barbosa Christian Fittipaldi Sébastien Bourdais                            | Chevrolet LS9 5.5L V8                   | C     | 695   |
| 2      | P    | 10  | Wayne Taylor Racing                      | Wayne Taylor Ricky Taylor Jordan Taylor Max Angelelli                           | Chevrolet Corvette DP                   | C     | 695   |
| 2      | P    | 10  | Wayne Taylor Racing                      | Wayne Taylor Ricky Taylor Jordan Taylor Max Angelelli                           | Chevrolet LS9 5.5L V8                   | C     | 695   |
| 3      | P    | 9   | Action Express Racing                    | Brian Frisselle Burt Frisselle Fabien Giroix John Martin                        | Chevrolet Corvette DP                   | C     | 695   |
| 3      | P    | 9   | Action Express Racing                    | Brian Frisselle Burt Frisselle Fabien Giroix John Martin                        | Chevrolet LS9 5.5L V8                   | C     | 695   |
| 4      | P    | 90  | Spirit of Daytona Racing                 | Michael Valiante Richard Westbrook Mike Rockenfeller                            | Chevrolet Corvette DP                   | C     | 693   |
| 4      | P    | 90  | Spirit of Daytona Racing                 | Michael Valiante Richard Westbrook Mike Rockenfeller                            | Chevrolet LS9 5.5L V8                   | C     | 693   |
| 5      | P    | 6   | Muscle Milk Pickett Racing               | Klaus Graf Lucas Luhr Alex Brundle                                              | Oreca 03                                | C     | 692   |
| 5      | P    | 6   | Muscle Milk Pickett Racing               | Klaus Graf Lucas Luhr Alex Brundle                                              | Nissan VK45DE 4.5L V8                   | C     | 692   |
| 6      | GTLM | 911 | Porsche North America                    | Nick Tandy Richard Lietz Patrick Pilet                                          | Porsche 911 RSR (991)                   | M     | 679   |
| 6      | GTLM | 911 | Porsche North America                    | Nick Tandy Richard Lietz Patrick Pilet                                          | Porsche 4.0L Flat-6                     | M     | 679   |
| 7      | GTLM | 55  | BMW Team RLL                             | Bill Auberlen Joey Hand Andy Priaulx Maxime Martin                              | BMW Z4 GTLM                             | M     | 679   |
| 7      | GTLM | 55  | BMW Team RLL                             | Bill Auberlen Joey Hand Andy Priaulx Maxime Martin                              | BMW 4.4L V8                             | M     | 679   |
| 8      | P    | 42  | OAK Racing                               | Olivier Pla Roman Rusinov Gustavo Yacamán Oliver Webb                           | Morgan LMP2                             | C     | 678   |
| 8      | P    | 42  | OAK Racing                               | Olivier Pla Roman Rusinov Gustavo Yacamán Oliver Webb                           | Nissan VK45DE 4.5L V8                   | C     | 678   |
| 9      | PC   | 54  | CORE Autosport                           | Colin Braun Jon Bennett James Gue Mark Wilkins                                  | Oreca FLM09                             | C     | 678   |
| 9      | PC   | 54  | CORE Autosport                           | Colin Braun Jon Bennett James Gue Mark Wilkins                                  | Chevrolet 6.2L V8                       | C     | 678   |
| 10     | PC   | 25  | 8Star Motorsports                        | Enzo Potolicchio Tom Kimber-Smith Rob Huff Mike Marsal                          | Oreca FLM09                             | C     | 677   |
| 10     | PC   | 25  | 8Star Motorsports                        | Enzo Potolicchio Tom Kimber-Smith Rob Huff Mike Marsal                          | Chevrolet 6.2L V8                       | C     | 677   |
| 11     | P    | 2   | Extreme Speed Motorsports                | Ed Brown Johannes van Overbeek Anthony Lazzaro Simon Pagenaud                   | HPD ARX-03b                             | C     | 676   |
| 11     | P    | 2   | Extreme Speed Motorsports                | Ed Brown Johannes van Overbeek Anthony Lazzaro Simon Pagenaud                   | Honda HR28TT 2.8L Turbo V6              | C     | 676   |
| 12     | GTLM | 91  | SRT Motorsports                          | Dominik Farnbacher Marc Goossens Ryan Hunter-Reay                               | SRT Viper GTS-R                         | M     | 675   |
| 12     | GTLM | 91  | SRT Motorsports                          | Dominik Farnbacher Marc Goossens Ryan Hunter-Reay                               | SRT 8.0L V10                            | M     | 675   |
| 13     | PC   | 38  | Performance Tech Motorsports             | Tomy Drissi David Ostella Raphael Matos Gabriele Casagrande Júlio Campos        | Oreca FLM09                             | C     | 669   |
| 13     | PC   | 38  | Performance Tech Motorsports             | Tomy Drissi David Ostella Raphael Matos Gabriele Casagrande Júlio Campos        | Chevrolet 6.2L V8                       | C     | 669   |
| 14     | GTLM | 56  | BMW Team RLL                             | Graham Rahal John Edwards Dirk Müller Dirk Werner                               | BMW Z4 GTLM                             | M     | 668   |
| 14     | GTLM | 56  | BMW Team RLL                             | Graham Rahal John Edwards Dirk Müller Dirk Werner                               | BMW 4.4L V8                             | M     | 668   |
| 15 DNF | P    | 02  | Chip Ganassi Racing with Felix Sabates   | Tony Kanaan Scott Dixon Kyle Larson Marino Franchitti                           | Riley MkXXVI                            | C     | 667   |
| 15 DNF | P    | 02  | Chip Ganassi Racing with Felix Sabates   | Tony Kanaan Scott Dixon Kyle Larson Marino Franchitti                           | Ford EcoBoost 3.5L Turbo V6             | C     | 667   |
| 16     | GTLM | 4   | Corvette Racing                          | Tommy Milner Oliver Gavin Robin Liddell                                         | Chevrolet Corvette C7.R                 | M     | 666   |
| 16     | GTLM | 4   | Corvette Racing                          | Tommy Milner Oliver Gavin Robin Liddell                                         | Chevrolet LT5.5 5.5L V8                 | M     | 666   |
| 17 DNF | PC   | 52  | PR1/Mathiasen Motorsports                | Mike Gausch Frankie Montecalvo Gunnar Jeannette David Cheng                     | Oreca FLM09                             | C     | 662   |
| 17 DNF | PC   | 52  | PR1/Mathiasen Motorsports                | Mike Gausch Frankie Montecalvo Gunnar Jeannette David Cheng                     | Chevrolet 6.2L V8                       | C     | 662   |
| 18     | GTD  | 555 | Level 5 Motorsports                      | Scott Tucker Bill Sweedler Townsend Bell Jeff Segal Alessandro Pier Guidi       | Ferrari 458 Italia GT3                  | C     | 662   |
| 18     | GTD  | 555 | Level 5 Motorsports                      | Scott Tucker Bill Sweedler Townsend Bell Jeff Segal Alessandro Pier Guidi       | Ferrari 4.5L V8                         | C     | 662   |
| 19     | GTD  | 45  | Flying Lizard Motorsports                | Spencer Pumpelly Tim Pappas Nelson Canache, Jr. Markus Winkelhock               | Audi R8 LMS                             | C     | 662   |
| 19     | GTD  | 45  | Flying Lizard Motorsports                | Spencer Pumpelly Tim Pappas Nelson Canache, Jr. Markus Winkelhock               | Audi 5.2L V10                           | C     | 662   |
| 20     | GTD  | 58  | Snow Racing                              | Jan Heylen Madison Snow Marco Seefried                                          | Porsche 911 GT America                  | C     | 662   |
| 20     | GTD  | 58  | Snow Racing                              | Jan Heylen Madison Snow Marco Seefried                                          | Porsche 4.0L Flat-6                     | C     | 662   |
| 21     | GTD  | 72  | SMP/ESM Racing                           | Sergey Zlobin Boris Rotenberg Mikhail Aleshin Maurizio Mediani Mika Salo        | Ferrari 458 Italia GT3                  | C     | 662   |
| 21     | GTD  | 72  | SMP/ESM Racing                           | Sergey Zlobin Boris Rotenberg Mikhail Aleshin Maurizio Mediani Mika Salo        | Ferrari 4.5L V8                         | C     | 662   |
| 22     | GTD  | 35  | Flying Lizard Motorsports                | Seth Neiman Dion von Moltke Alessandro Latif (en) Filipe Albuquerque            | Audi R8 LMS                             | C     | 661   |
| 22     | GTD  | 35  | Flying Lizard Motorsports                | Seth Neiman Dion von Moltke Alessandro Latif (en) Filipe Albuquerque            | Audi 5.2L V10                           | C     | 661   |
| 23     | GTD  | 556 | Level 5 Motorsports                      | Scott Tucker Mike LaMarra Terry Borcheller Guy Cosmo Milo Valverde              | Ferrari 458 Italia GT3                  | C     | 661   |
| 23     | GTD  | 556 | Level 5 Motorsports                      | Scott Tucker Mike LaMarra Terry Borcheller Guy Cosmo Milo Valverde              | Ferrari 4.5L V8                         | C     | 661   |
| 24     | PC   | 8   | Starworks Motorsport                     | Renger van der Zande Eric Lux Sam Bird Mirco Schultis                           | Oreca FLM09                             | C     | 659   |
| 24     | PC   | 8   | Starworks Motorsport                     | Renger van der Zande Eric Lux Sam Bird Mirco Schultis                           | Chevrolet 6.2L V8                       | C     | 659   |
| 25     | GTD  | 94  | Turner Motorsport                        | Paul Dalla Lana Dane Cameron Augusto Farfus Markus Palttala                     | BMW Z4 GT3                              | C     | 659   |
| 25     | GTD  | 94  | Turner Motorsport                        | Paul Dalla Lana Dane Cameron Augusto Farfus Markus Palttala                     | BMW 4.4L V8                             | C     | 659   |
| 26     | GTD  | 22  | Alex Job Racing                          | Cooper MacNeil Leh Keen Shane Lewis Louis-Philippe Dumoulin Shane van Gisbergen | Porsche 911 GT America                  | C     | 656   |
| 26     | GTD  | 22  | Alex Job Racing                          | Cooper MacNeil Leh Keen Shane Lewis Louis-Philippe Dumoulin Shane van Gisbergen | Porsche 4.0L Flat-6                     | C     | 656   |
| 27     | GTLM | 93  | SRT Motorsports                          | Jonathan Bomarito Kuno Wittmer Rob Bell                                         | SRT Viper GTS-R                         | M     | 653   |
| 27     | GTLM | 93  | SRT Motorsports                          | Jonathan Bomarito Kuno Wittmer Rob Bell                                         | SRT 8.0L V10                            | M     | 653   |
| 28     | GTD  | 30  | NGT Motorsport                           | Henrique Cisneros Kuba Giermaziak Christina Nielsen Nicki Thiim                 | Porsche 911 GT America                  | C     | 652   |
| 28     | GTD  | 30  | NGT Motorsport                           | Henrique Cisneros Kuba Giermaziak Christina Nielsen Nicki Thiim                 | Porsche 4.0L Flat-6                     | C     | 652   |
| 29     | GTD  | 65  | Scuderia Corsa                           | Francisco Longo Daniel Serra Alexandre Negrão Marcos Gomes                      | Ferrari 458 Italia GT3                  | C     | 649   |
| 29     | GTD  | 65  | Scuderia Corsa                           | Francisco Longo Daniel Serra Alexandre Negrão Marcos Gomes                      | Ferrari 4.5L V8                         | C     | 649   |
| 30     | GTD  | 63  | Scuderia Corsa                           | Jeff Westphal Alessandro Balzan Lorenzo Casé Toni Vilander                      | Ferrari 458 Italia GT3                  | C     | 647   |
| 30     | GTD  | 63  | Scuderia Corsa                           | Jeff Westphal Alessandro Balzan Lorenzo Casé Toni Vilander                      | Ferrari 4.5L V8                         | C     | 647   |
| 31     | GTD  | 44  | Magnus Racing                            | Andy Lally John Potter Wolf Henzler Jean-François Dumoulin                      | Porsche 911 GT America                  | C     | 645   |
| 31     | GTD  | 44  | Magnus Racing                            | Andy Lally John Potter Wolf Henzler Jean-François Dumoulin                      | Porsche 4.0L Flat-6                     | C     | 645   |
| 32     | GTD  | 73  | Park Place Motorsports                   | Kévin Estre Patrick Lindsay Connor De Phillippi Jason Hart Mike Vess            | Porsche 911 GT America                  | C     | 645   |
| 32     | GTD  | 73  | Park Place Motorsports                   | Kévin Estre Patrick Lindsay Connor De Phillippi Jason Hart Mike Vess            | Porsche 4.0L Flat-6                     | C     | 645   |
| 33     | GTD  | 64  | Scuderia Corsa                           | Rod Randall Ken Wilden John Farano David Empringham                             | Ferrari 458 Italia GT3                  | C     | 645   |
| 33     | GTD  | 64  | Scuderia Corsa                           | Rod Randall Ken Wilden John Farano David Empringham                             | Ferrari 4.5L V8                         | C     | 645   |
| 34     | GTD  | 23  | Team Seattle/Alex Job Racing             | Ian James Mario Farnbacher Marco Holzer Alex Riberas                            | Porsche 911 GT America                  | C     | 639   |
| 34     | GTD  | 23  | Team Seattle/Alex Job Racing             | Ian James Mario Farnbacher Marco Holzer Alex Riberas                            | Porsche 4.0L Flat-6                     | C     | 639   |
| 35 DNF | P    | 50  | Highway to Help                          | Bryon DeFoor Jim Pace Frank Beck David Hinton                                   | Riley MkXXVI                            | C     | 631   |
| 35 DNF | P    | 50  | Highway to Help                          | Bryon DeFoor Jim Pace Frank Beck David Hinton                                   | Dinan-BMW 5.0L V8                       | C     | 631   |
| 36     | GTD  | 48  | Paul Miller Racing                       | Bryce Miller Matt Bell René Rast Christopher Haase                              | Audi R8 LMS                             | C     | 626   |
| 36     | GTD  | 48  | Paul Miller Racing                       | Bryce Miller Matt Bell René Rast Christopher Haase                              | Audi 5.2L V10                           | C     | 626   |
| 37     | GTLM | 57  | Krohn Racing                             | Tracy Krohn Niclas Jönsson Andrea Bertolini Peter Dumbreck                      | Ferrari 458 Italia GT2                  | M     | 625   |
| 37     | GTLM | 57  | Krohn Racing                             | Tracy Krohn Niclas Jönsson Andrea Bertolini Peter Dumbreck                      | Ferrari 4.5L V8                         | M     | 625   |
| 38     | GTD  | 51  | Spirit of Race                           | Matt Griffin Marco Cioci Michele Rugolo Jack Gerber                             | Ferrari 458 Italia GT3                  | C     | 620   |
| 38     | GTD  | 51  | Spirit of Race                           | Matt Griffin Marco Cioci Michele Rugolo Jack Gerber                             | Ferrari 4.5L V8                         | C     | 620   |
| 39     | GTD  | 49  | Spirit of Race                           | Piergiuseppe Perazzini Gianluca Roda Paolo Ruberti Davide Rigon                 | Ferrari 458 Italia GT3                  | C     | 618   |
| 39     | GTD  | 49  | Spirit of Race                           | Piergiuseppe Perazzini Gianluca Roda Paolo Ruberti Davide Rigon                 | Ferrari 4.5L V8                         | C     | 618   |
| 40     | GTD  | 33  | Riley Motorsports                        | Jeroen Bleekemolen Sebastiaan Bleekemolen Ben Keating Emmanuel Collard          | SRT Viper GT3-R                         | C     | 615   |
| 40     | GTD  | 33  | Riley Motorsports                        | Jeroen Bleekemolen Sebastiaan Bleekemolen Ben Keating Emmanuel Collard          | SRT 8.0L V10                            | C     | 615   |
| 41     | P    | 31  | Marsh Racing                             | Eric Curran Boris Said Max Papis Bradley Smith                                  | Chevrolet Corvette DP                   | C     | 613   |
| 41     | P    | 31  | Marsh Racing                             | Eric Curran Boris Said Max Papis Bradley Smith                                  | Chevrolet LS9 5.5L V8                   | C     | 613   |
| 42 DNF | PC   | 7   | Starworks Motorsport                     | Pierre Kaffer Alex Popow Kyle Marcelli Martín Fuentes Isaac Tutumlu             | Oreca FLM09                             | C     | 612   |
| 42 DNF | PC   | 7   | Starworks Motorsport                     | Pierre Kaffer Alex Popow Kyle Marcelli Martín Fuentes Isaac Tutumlu             | Chevrolet 6.2L V8                       | C     | 612   |
| 43 DNF | P    | 01  | Chip Ganassi Racing with Felix Sabates   | Scott Pruett Memo Rojas Jamie McMurray Sage Karam                               | Riley MkXXVI                            | C     | 610   |
| 43 DNF | P    | 01  | Chip Ganassi Racing with Felix Sabates   | Scott Pruett Memo Rojas Jamie McMurray Sage Karam                               | Ford EcoBoost 3.5L Turbo V6             | C     | 610   |
| 44     | GTLM | 97  | Aston Martin Racing                      | Stefan Mücke Darren Turner Richie Stanaway Pedro Lamy Paul Dalla Lana           | Aston Martin Vantage GTE                | M     | 610   |
| 44     | GTLM | 97  | Aston Martin Racing                      | Stefan Mücke Darren Turner Richie Stanaway Pedro Lamy Paul Dalla Lana           | Aston Martin 4.5L V8                    | M     | 610   |
| 45     | GTD  | 19  | Mühlner Motorsports America              | Mark Kvamme Jim Michaelian Robert Gewirtz Bob Doyle Randy Pobst                 | Porsche 911 GT America                  | C     | 603   |
| 45     | GTD  | 19  | Mühlner Motorsports America              | Mark Kvamme Jim Michaelian Robert Gewirtz Bob Doyle Randy Pobst                 | Porsche 4.0L Flat-6                     | C     | 603   |
| 46 DNF | GTD  | 28  | Dempsey Racing                           | Klaus Bachler Christian Engelhart Rolf Ineichen Lance Willsey                   | Porsche 911 GT America                  | C     | 601   |
| 46 DNF | GTD  | 28  | Dempsey Racing                           | Klaus Bachler Christian Engelhart Rolf Ineichen Lance Willsey                   | Porsche 4.0L Flat-6                     | C     | 601   |
| 47     | P    | 60  | Michael Shank Racing with Curb/Agajanian | John Pew Oswaldo Negri A. J. Allmendinger Justin Wilson                         | Riley MkXXVI                            | C     | 599   |
| 47     | P    | 60  | Michael Shank Racing with Curb/Agajanian | John Pew Oswaldo Negri A. J. Allmendinger Justin Wilson                         | Ford EcoBoost 3.5L Turbo V6             | C     | 599   |
| 48     | GTD  | 007 | TRG-AMR                                  | James Davison Al Carter David Block Brandon Davis                               | Aston Martin V12 Vantage GT3            | C     | 580   |
| 48     | GTD  | 007 | TRG-AMR                                  | James Davison Al Carter David Block Brandon Davis                               | Aston Martin 6.0L V12                   | C     | 580   |
| 49     | GTD  | 71  | Park Place Motorsports                   | Jim Norman Craig Stanton Norbert Siedler (en) Timo Bernhard                     | Porsche 911 GT America                  | C     | 566   |
| 49     | GTD  | 71  | Park Place Motorsports                   | Jim Norman Craig Stanton Norbert Siedler (en) Timo Bernhard                     | Porsche 4.0L Flat-6                     | C     | 566   |
| 50     | GTD  | 27  | Dempsey Racing                           | Patrick Dempsey Joe Foster Andrew Davis Marc Lieb                               | Porsche 911 GT America                  | C     | 566   |
| 50     | GTD  | 27  | Dempsey Racing                           | Patrick Dempsey Joe Foster Andrew Davis Marc Lieb                               | Porsche 4.0L Flat-6                     | C     | 566   |
| 51     | GTD  | 81  | GB Autosport                             | Bob Faieta Michael Avenatti Damien Faulkner Duncan Huisman                      | Porsche 911 GT America                  | C     | 560   |
| 51     | GTD  | 81  | GB Autosport                             | Bob Faieta Michael Avenatti Damien Faulkner Duncan Huisman                      | Porsche 4.0L Flat-6                     | C     | 560   |
| 52     | GTD  | 009 | TRG-AMR                                  | Calum Lockie Pete McIntosh Robert Nimkroff Max Riddle                           | Aston Martin V12 Vantage GT3            | C     | 516   |
| 52     | GTD  | 009 | TRG-AMR                                  | Calum Lockie Pete McIntosh Robert Nimkroff Max Riddle                           | Aston Martin 6.0L V12                   | C     | 516   |
| 53 DNF | GTD  | 18  | Mühlner Motorsports America              | Bardley Blum Ronald Zitza Earl Bamber Alexandre Imperatori Eugenio Amos         | Porsche 911 GT America                  | C     | 492   |
| 53 DNF | GTD  | 18  | Mühlner Motorsports America              | Bardley Blum Ronald Zitza Earl Bamber Alexandre Imperatori Eugenio Amos         | Porsche 4.0L Flat-6                     | C     | 492   |
| 54 DNF | GTLM | 912 | Porsche North America                    | Patrick Long Michael Christensen Jörg Bergmeister                               | Porsche 911 RSR (991)                   | M     | 489   |
| 54 DNF | GTLM | 912 | Porsche North America                    | Patrick Long Michael Christensen Jörg Bergmeister                               | Porsche 4.0L Flat-6                     | M     | 489   |
| 55     | PC   | 87  | BAR1 Motorsports                         | Sean Rayhall Doug Bielefeld Gaston Kearby Tõnis Kasemets James Kovacic          | Oreca FLM09                             | C     | 460   |
| 55     | PC   | 87  | BAR1 Motorsports                         | Sean Rayhall Doug Bielefeld Gaston Kearby Tõnis Kasemets James Kovacic          | Chevrolet 6.2L V8                       | C     | 460   |
| 56 DNF | P    | 07  | SpeedSource                              | Tristan Nunez Joel Miller Tristan Vautier                                       | Mazda Prototype                         | C     | 445   |
| 56 DNF | P    | 07  | SpeedSource                              | Tristan Nunez Joel Miller Tristan Vautier                                       | Mazda Skyactiv-D 2.2L Turbo I4 (Diesel) | C     | 445   |
| 57 DNF | P    | 70  | SpeedSource                              | Sylvain Tremblay James Hinchcliffe Tom Long                                     | Mazda Prototype                         | C     | 369   |
| 57 DNF | P    | 70  | SpeedSource                              | Sylvain Tremblay James Hinchcliffe Tom Long                                     | Mazda Skyactiv-D 2.2L Turbo I4 (Diesel) | C     | 369   |
| 58 DNF | PC   | 08  | RSR Racing                               | Chris Cumming Alex Tagliani Rusty Mitchell Conor Daly                           | Oreca FLM09                             | C     | 361   |
| 58 DNF | PC   | 08  | RSR Racing                               | Chris Cumming Alex Tagliani Rusty Mitchell Conor Daly                           | Chevrolet 6.2L V8                       | C     | 361   |
| 59 DNF | P    | 1   | Extreme Speed Motorsports                | Scott Sharp Ryan Dalziel David Brabham                                          | HPD ARX-03b                             | C     | 359   |
| 59 DNF | P    | 1   | Extreme Speed Motorsports                | Scott Sharp Ryan Dalziel David Brabham                                          | Honda HR28TT 2.8L Turbo V6              | C     | 359   |
| 60 DNF | GTLM | 3   | Corvette Racing                          | Jan Magnussen Antonio García Ryan Briscoe                                       | Chevrolet Corvette C7.R                 | M     | 329   |
| 60 DNF | GTLM | 3   | Corvette Racing                          | Jan Magnussen Antonio García Ryan Briscoe                                       | Chevrolet LT5.5 5.5L V8                 | M     | 329   |
| 61 DNF | P    | 0   | DeltaWing Racing Cars                    | Andy Meyrick Katherine Legge Alexander Rossi Gabby Chaves                       | DeltaWing DWC13                         | C     | 288   |
| 61 DNF | P    | 0   | DeltaWing Racing Cars                    | Andy Meyrick Katherine Legge Alexander Rossi Gabby Chaves                       | Élan 1.9L Turbo I4                      | C     | 288   |
| 62 DNF | P    | 78  | Starworks Motorsport                     | Alex Popow E. J. Viso Sebastian Saavedra Scott Mayer Brendon Hartley            | Riley MkXXVI                            | C     | 238   |
| 62 DNF | P    | 78  | Starworks Motorsport                     | Alex Popow E. J. Viso Sebastian Saavedra Scott Mayer Brendon Hartley            | Dinan-BMW 5.0L V8                       | C     | 238   |
| 63 DNF | PC   | 09  | RSR Racing                               | Bruno Junqueira Duncan Ende Gustavo Menezes David Heinemeier Hansson            | Oreca FLM09                             | C     | 177   |
| 63 DNF | PC   | 09  | RSR Racing                               | Bruno Junqueira Duncan Ende Gustavo Menezes David Heinemeier Hansson            | Chevrolet 6.2L V8                       | C     | 177   |
| 64 DNF | GTD  | 32  | GMG Racing                               | Alex Welch James Sofronas Frank Stippler Marc Basseng                           | Audi R8 LMS                             | C     | 151   |
| 64 DNF | GTD  | 32  | GMG Racing                               | Alex Welch James Sofronas Frank Stippler Marc Basseng                           | Audi 5.2L V10                           | C     | 151   |
| 65 DNF | P    | 99  | GAINSCO/Bob Stallings Racing             | Alex Gurney Jon Fogarty Darren Law Memo Gidley                                  | Chevrolet Corvette DP                   | C     | 92    |
| 65 DNF | P    | 99  | GAINSCO/Bob Stallings Racing             | Alex Gurney Jon Fogarty Darren Law Memo Gidley                                  | Chevrolet LS9 5.5L V8                   | C     | 92    |
| 66 DNF | GTLM | 62  | Risi Competizione                        | Gianmaria Bruni Giancarlo Fisichella Matteo Malucelli Olivier Beretta           | Ferrari 458 Italia GT2                  | M     | 88    |
| 66 DNF | GTLM | 62  | Risi Competizione                        | Gianmaria Bruni Giancarlo Fisichella Matteo Malucelli Olivier Beretta           | Ferrari 4.5L V8                         | M     | 88    |
| 67 DNF | GTD  | 46  | Fall-Line Motorsports                    | Charles Espenlaub Charlie Putnam James Walker Oliver Jarvis                     | Audi R8 LMS                             | C     | 5     |
| 67 DNF | GTD  | 46  | Fall-Line Motorsports                    | Charles Espenlaub Charlie Putnam James Walker Oliver Jarvis                     | Audi 5.2L V10                           | C     | 5     |